# Tall Leilan

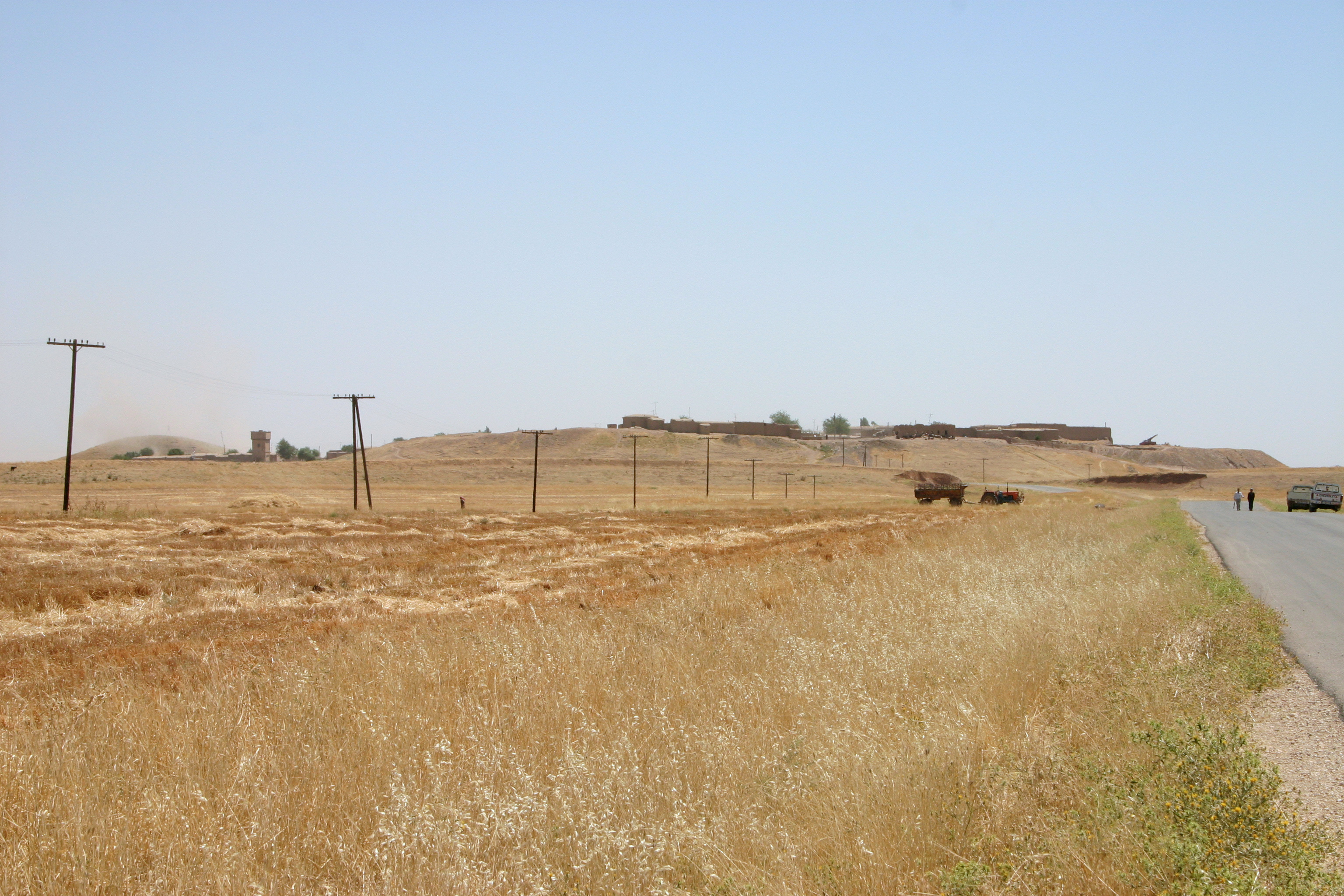
Blick auf Tall Leilan

Koordinaten: 36° 57′ 33,6″ N, 41° 30′ 13,1″ O
Tall Leilan (auch Tell Leilan; arabisch تل ليلان, DMG Tall Lailān) ist ein Tell im Chaburdreieck, im Nordost-Syrien. Die Siedlung war vom Chalkolithikum im 5. Jahrtausend vor Christus bis etwa 1700 v. Chr. bewohnt. Ihre Blüte erreichte sie im späten 3. Jahrtausend v. Chr. unter dem Namen Šeḫna und um 1800 v. Chr. unter Šamši-Adad I. als Hauptstadt seines obermesopotamischen Reiches unter dem neuen Namen Šubat-Enlil.

## Erforschung
Der Schutthügel von Tall Leilan wird seit 1979 von Archäologen der Yale University unter Leitung von Harvey Weiss ausgegraben. Bei diesen Untersuchungen wurde unter anderem ein 1.100 Texte umfassendes Tontafel-Archiv gefunden, das einen Einblick in politische und ökonomische Beziehungen im 18. Jahrhundert v. Chr. ermöglicht. Die Funde von Tell Leilan sind im Museum von Deir ez-Zor ausgestellt.